# ジグザグ (アルバム)
『ジグザグ』は、1977年にリリースされた来生たかおの2枚目のオリジナル・アルバム（LP〈規格品番：MKF-1019〉／CT〈規格品番：CKG-1018〉）である。

## 解説
※原則的に、来生たかおは“来生”に省略、来生えつこは“来生えつこ”と表記。
レコーディングはロサンゼルスで行われ、デヴィッド・フォスター、ジェイ・グレイドン、ジム・ケルトナーなどが参加しており、歌詞カードでは写真付きで紹介されている。元々、同じレコード会社所属のフライング・キティ・バンド（メンバー：小椋佳、星勝、安田裕美）が同地でレコーディングをする計画があり、そのついでに来生のアルバムも録ってしまおうというプロデューサーの意向で実現したものだった。1枚目のアルバム『浅い夢』の不振を払拭するべく、海外録音という話題性と共に周囲の期待も高かったが、結局セールスは12000枚に留まった。

## 復刻盤
- 1986年7月25日：歌手デビュー10周年に際し、CD化（規格品番：H33K-20044）
- 1991年4月25日：CD（規格品番：KTCR-1045）
- 1995年7月21日：歌手デビュー20周年に際し、CD選書Q盤として高城賢によるデジタルリマスター化（規格品番：KTCR-1557）。
- 2007年3月21日：オリジナル・アルバム、企画アルバムを集めた21枚組CD-BOX『来生たかお大全集』（ユニバーサルミュージック／規格品番：UPCY-6355/75）に1995年版を収録（規格品番：UPCY-6356）。

## パッケージの体裁

### アルバムタイトル
※初出のジャケット表記“ジグザグ”以外のもの
帯
- 1986年版CD：“ジグザグ”“ZIGZAG”の併記

### ディスクジャケット
- 1986年版CD：ジュエルケースにブックレットを挿入
- 1991年版CD：ジュエルケースに1986年版CDのものを基調としたブックレットを挿入
- 1995年版CD：ジュエルケースに2つ折りのカード（及び、LP版のものを基調とした歌詞カード、既出オリジナル・アルバムのディスコグラフィー）を挿入
- 2007年版CD：ジュエルケースに2つ折りのカード（及び、LP版のものを基調とした歌詞カード）を挿入（及び厚紙製ケース付き）

### 帯のコピー
- LP：ジグザグはポップメロディーの宝庫〝マイ・ラグジュアリー・ナイト〟〝灼けた夏〟などユニークな作品を発表しつづける来生たかおがその真髄を発揮したセカンド・アルバム ロスアンジェルス、ララビー・サウンド録音
- LP：来生たかおフェア 確かな音楽活動と優しさに裏打ちされた来生たかおの世界を、今あなたのライブラリーに！
- 1986年版CD：“CDオリジナル・セレクション”“10th anniversary -since 1976-”の記載あり（帯はシール仕様）
- 1991年版CD：記載なし
- 1995年版CD：デビット・フォスター（Key）、ジェイ・グレイドン（g）参加によるロスアンジェルス録音。 来生姉弟による初提供楽曲となった「ジグザグ〜酔いどれ天使〜」を含む、セカンドアルバム。（“20th anniversary”の記載あり）

## 収録曲
全作詞：来生えつこ　全作曲：来生たかお　全編曲：星勝

### SIDE 1
1. つれない夕暮（4：45）
  - 数少ない歌詞が先に作られていた楽曲の一つである[2]。
2. 甘い食卓（3：44）
  - 東海建設のCMソングとして起用された。
  - “自作曲の中で最も甘いラブソングは”との問いの回答として挙げている[3] 。
3. 天気雨（3：05）
  - 呆気なく嘘のように移り変わる空模様と女の心を重ね合わせた歌詞は、“不意打ち”“理不尽”等の言葉を用い、男っぽさや軽快さも意識した内容になっている[4]。
  - 来生えつこによれば、歌詞カードにクレジットされていないが、国内のレコーディング時、スタジオにたまたま居合わせた上田正樹が手拍子（Crap）で参加しているという[4]。
4. 灼けた夏（4：18）
  - 第2弾オリジナル・シングル（1977年7月1日リリース）とはミックスが異なる。
5. ジグザグ-酔いどれ天使-（3：53）
  - 第3弾オリジナル・シングル「長雨-ながあめ-」（1977年10月1日リリース）のB面にも収録されている。
  - 数少ない歌詞が先に作られていた楽曲の一つである[2]。
  - 元々、亀渕友香のアルバム『Touch Me, Yuka』（1974年3月21日リリース）に「酔いどれ天使のポルカ」というタイトルで収録された来生姉弟の初提供曲で、後に亀渕は「ジグザグ（酔いどれ天使のポルカ）」のタイトルでシングルカットしている。
  - 来生がセルフカバーする際、JASRACへの登録ミスが生じ、サブタイトルの表記が“酔いどれ天使”になってしまったらしい。また、ステージでは「ジグザグ」ではなく「酔いどれ天使のポルカ」と曲紹介することがもっぱらである。
  - 1982年、堺正章がシングルとしてカヴァーしたものは、サブタイトルが付いていない。

### SIDE 2
1. 長雨-ながあめ-（3：51）
  - 第3弾オリジナル・シングルで、ジャケット写真は本アルバムと同じものが使用されている。
  - 郷ひろみがアルバム『哀愁のカサブランカ』（1982年リリース）で、倉橋ルイ子が来生作品のみで構成したアルバム『THANKS』（1983年12月1日リリース）でカヴァーしている。どちらもタイトルに“-ながあめ-”は付いていない。
2. 甘い退屈（3：10）
  - 来生えつこ自身が好みとする晩夏の海を舞台にし、パラソルの下でミステリー小説を読む小意気な女性を登場させている[5]。
3. うらぶれて（4：33）
  - 女の子が歌うような長閑な曲調に戸惑った来生えつこは、あえて“男の子の虚無感”を漂わせる歌詞を付けたという[6]。
  - 来生は、バート・バカラックの曲調を意識したという[6]。
4. マダムとの散歩（3：02）
  - 第2弾オリジナル・シングル「灼けた夏」のB面に収録されているものとはミックスが異なる。
  - 登場するマダムは、北あけみ、淡路恵子がモデルになっているという[7]。
  - この楽曲を気に入っていた小堺一機は、アルバム『Someone Like You-あなたに似た人-』（1987年8月21日リリース）でカヴァーしている[8]。
5. コンデンスミルク（3：18）
  - こっそりとコンデンスミルクを盗み舐めるという内容は、来生えつこの実体験に基づいているという[9]。
  - 最初期に作られた「ジグザグ-酔いどれ天使-」「浅い夢」に次ぐ楽曲で、初提供曲となった前者と共に亀渕友香がレコーディングをしたが、結局未発表となった[9]。
6. 挿話-エピソード-（3：19）
  - “君の躾のよさが哀しい”というフレーズに拘り、特別な家柄の令嬢を前に戸惑う青年の葛藤を描いている[9]。
  - 来生は、自分自身に近い人物が描かれた楽曲として挙げており[10] 、1976年10月12日に開催されたデビュー・コンサートの1曲目に選ばれている。

## 参加ミュージシャン
- Keyboards：David Foster（SIDE1-1,2,4,5／SIDE2-1,2,3）、Victor Feldman（SIDE1-3／SIDE2-6）、渋井博（SIDE1-5）、Billy Coumo（SIDE2-4）、Reginald（Sonny）Burke（SIDE2-5）
- Lylicon：Tom Scott（SIDE1-1）
- Hamond B-3：Tom Hensley（SIDE1-1）、深町純（SIDE2-6）
- Electric Guitar：Danny Kortchmar（SIDE1-1,4／SIDE2-4,5）、Lee Ritenour（SIDE1-2／SIDE2-1）、Dan Ferguson（SIDE1-2,5／SIDE2-1,2,3）、Jay Graydon（SIDE1-3／SIDE2-6）、Larry Roland（SIDE1-3,5／SIDE2-2,3,6）、Steve Lukather（SIDE1-4／SIDE2-4）、椎名和夫（SIDE2-1,4,5）
- Acoustic Guitar：Dan Ferguson（SIDE1-1,2,4,5／SIDE2-1,2,3）、Larry Roland（SIDE1-3／SIDE2-6）、Rick Littlefield（SIDE2-4,5）
- Electric Bass：Klaus Voormann（SIDE1-1,2,4／SIDE2-1,4,5,6）、Mac Cridrin（SIDE1-3）、Paul Stallwarth（SIDE1-5／SIDE2-2,3）
- Drums：Jim Keltner（SIDE1-1,2,4,5／SIDE2-1,2,3,4,5,6）、Ed Green（SIDE1-3）
- Percussions：Alan Estes（SIDE1-1）、Paulinho（SIDE1-2,3,5／SIDE2-1,2,3,6）、Tommy Vig（SIDE1-4）、Jack Ashford（SIDE2-4,5）
- Harmonica：八木のぶお（SIDE2-2）
- Chorus：Apples（SIDE1-4）、星勝（SIDE1-4／SIDE2-1）、Singers Three（SIDE1-5）
- Crap：星勝（SIDE2-2）、上田正樹（SIDE2-2）、Akiko Osada（SIDE2-2）、Morito Isoda（SIDE2-2）、Koji Kita（SIDE2-2）

## 参加スタッフ
- Producer：多賀英典
- Director：本間一泰
- Recording Engineer：大野進、Bob Stone（Larrabee Sound）
- Re-mix Engineer：大野進
- Cutting Engineer：富田忠男
- Assistant Engineer：高城賢（音響ハウス）、Sherry Klein（Larrabee Sound）、Randy Tominaga（Larrabee Sound）
- A.D & Designer：酒井治（P.C.C.）
- Photographer：横木安良夫、安田裕美（Inside Photo）
- Stylist：関宏美（？）
- Promotion：KITTY ENTERPRISE Inc., Tokyo
- Management：CREEK SIDE CREATION Inc., Tokyo
- Special Thanks To 安田裕美、宗像和男